# نگهداری موقعیت مداری
نگهداری موقعیت مداری (به انگلیسی: Orbital station-keeping) در اخترپویاشناسی مجموعه‌ای از مانورهای مداری برای حفظ فضاپیما در مدار است که با استفاده از پیش‌رانش‌های فضایی ویژه‌ای برای نگه‌داشتن یک فضاپیما در یک مدار مشخص شدهٔ خاص و جلوگیری از ترک آن مدار انجام می‌شود. چنین مدارهای مشخص ثابتی ایستگاه‌های مداری نامیده می‌شوند.
برای بسیاری از ماهواره‌هایی که در اطراف زمین قرار دارند (به منظور نگهداری موقعیت مداری خود در مواجهه با دگرگونی‌های) تأثیر نیروهای غیر کپلری؛ یعنی انحراف‌ها در توزیع نیروی گرانشی زمین بر آن‌ها، سطح کرهٔ همگن، نیروهای گرانشی از سوی خورشید/ ماه، فشار تابش خورشیدی و نیروی پسار هوا، که تغییرات ناخواسته‌ای هستند، باید خنثی شود.
برای فضاپیماهای خورشیدآهنگ تغییر شیب ناشی از نیروهای گرانشی خورشید و ماه، لازم است که با یک هزینهٔ سوخت نسبتاً زیاد خنثی شود، زیرا شیب انحراف باید به‌اندازهٔ کافی کوچک نگه داشته شود تا بتوان فضاپیما را توسط آنتن‌های غیر هدایت شونده (ثابت) ردیابی کرد.
برای ماهواره‌های نزدیک زمین تأثیر کشش جوی اغلب باید جبران شود. برای برخی از مأموریت‌ها این کار فقط برای جلوگیری از ورود مجدد ماهواره به جو مورد نیاز است. برای دیگر موارد و به‌طور معمول، در مأموریت‌هایی که مدار را باید با چرخش زمین هماهنگ کرد، نگهداری موقعیت مداری برای جلوگیری از کوتاه شدن تناوب مداری لازم است.
فشار تابش خورشیدی به‌طور کلی باعث برهم خوردن غیرعادی تنظیمات (مثلاً انحراف برداری در وکتور محور) می‌شود: تجزیه و تحلیل آشفتگی مداری را ببینید. برای برخی از مأموریت‌ها این باید با مانورهای متقابلی جبران شود. برای فضاپیمای زمین‌ثابت، لازم است که انحراف به اندازهٔ کافی کوچک نگه داشته شود تا یک فضاپیما را بتوان با آنتن غیرقابل هدایت ردیابی کرد.
برای فضاپیما در یک مدار هاله در حول یک نقطهٔ لاگرانژی نگهداری موقعیت مداری بسیار اساسی تر است، زیرا چنین مداری ناپایدار است. بدون کنترل فعال با پیش‌رانشگر، کوچکترین انحراف در موقعیت / سرعت باعث می‌شود که فضاپیما به‌طور کامل مدار را ترک کند.